# Jesper Dahlbäck
 (avril 2018).
Jesper Dahlbäck, né le 14 octobre 1974, est un DJ et compositeur suédois de musique électronique. 
En dehors de son vrai nom, il utilise de nombreux pseudonymes comme The Persuader, Lenk, Dahlback, DK7, Dick Track, Faxid, Groove Machine, Janne Me' Amazonen, The Pinguin Man oder DK (avec Thomas Krome). Hugg & Pepp et Pepp & Kaliber sont les noms de duos formés avec son cousin John Dahlbäck.
Il a commencé à produire de la musique électronique à l'âge de 17 ans avec des inspirations venant de la techno de Detroit et d'artistes anglais et allemands.

## Discographie
- 1997 : Midnight Express (12")
- 1997 : The Persuader (12")
- 1997 : With Compliments (12")
- 1998 : JD's Power Tools, Vol. I (12")
- 1999 : Nueva York (12")
- 2000 : Sand & Vatten (12")
- 2001 : JD's Power Tools, Vol. II (12")
- 2001 : Sommar, EP (12")
- 2003 : Hans, EP (12")
- 2003 : Summer Jam Madness, EP (12")
- 2004 : Finnish Folksong (12")
- 2004 : JD's Acid Power (12")
- 2004 : Machine Dance (12")
- 2004 : Number In Between (12")
- 2005 : Polyhouse (12")
- 2006 : As If Dubs (12")
- 2007 : ADJDs's Chronicle Of The Urban Dwellers (album)